# Ariane 4
Raketa Ariane 4 byla navržena Evropskou kosmickou agenturou a vyrobena její dceřinou společností Arianespace.
Vývoj započal v roce 1983 a první úspěšný start následoval 15. června 1988. Raketa se stala základem evropského satelitního programu a rovněž rekordmankou v počtu výstupů do vesmíru, když absolvovala 104 misí, z toho 101 úspěšných. Ariane 4 zvýšila užitečné zatížení z 1700 kg (viz její předchůdkyně Ariane 3) až na 4800 kg. Rekordem Ariane 4 bylo 4946 kg.
Raketa byla využívána v mnoha variantách - mohla být doplněna dvěma nebo čtyřmi přídavnými raketovými motory na pevné i kapalné palivo. Raketa také byla vybavena systémem Spelda (Structure Porteuse Externe pour Lancements Doubles Ariane), který umožňoval dopravit do vesmíru i několik satelitů zároveň.
Základní verzí rakety byla Ariane 4 AR 40 se třemi stupni. První stupeň byl vysoký 58,4 m, měl průměr 3,8 m a maximální užitečné zatížení 2100 kg při letu na geostacionární dráhu a 5000 kg na nízký orbit. Hlavní sílu raketě poskytovaly čtyři motory Viking 5, každý o tahu 667 kN. Druhý stupeň obsahoval jeden motor Viking a třetí stupeň pak jeden motor HM7 na kapalný kyslík/vodík. AR 44L, plně vybavená čtyřmi dodatečnými raketovými motory na kapalné palivo, byla čtyřstupňová, vážila 470 tun a dokázala dostat na geostacionární dráhu 4730 kg užitečného zatížení nebo 7600 kg na nízkou oběžnou dráhu.
Ariane 4 úspěšně odstartovala 101krát, pouze v únoru 1990 a v lednu a prosinci 1994 skončil start katastrofou (dosáhla tak úspěšnosti více než 97 %). Poslední start se konal 15. února 2003, kdy raketa na oběžnou dráhu vynesla satelit Intelsat 907. Nahradila ji raketa Ariane 5 s možností nést větší užitečné zatížení.